# Camp d'aviació de Vilafamés

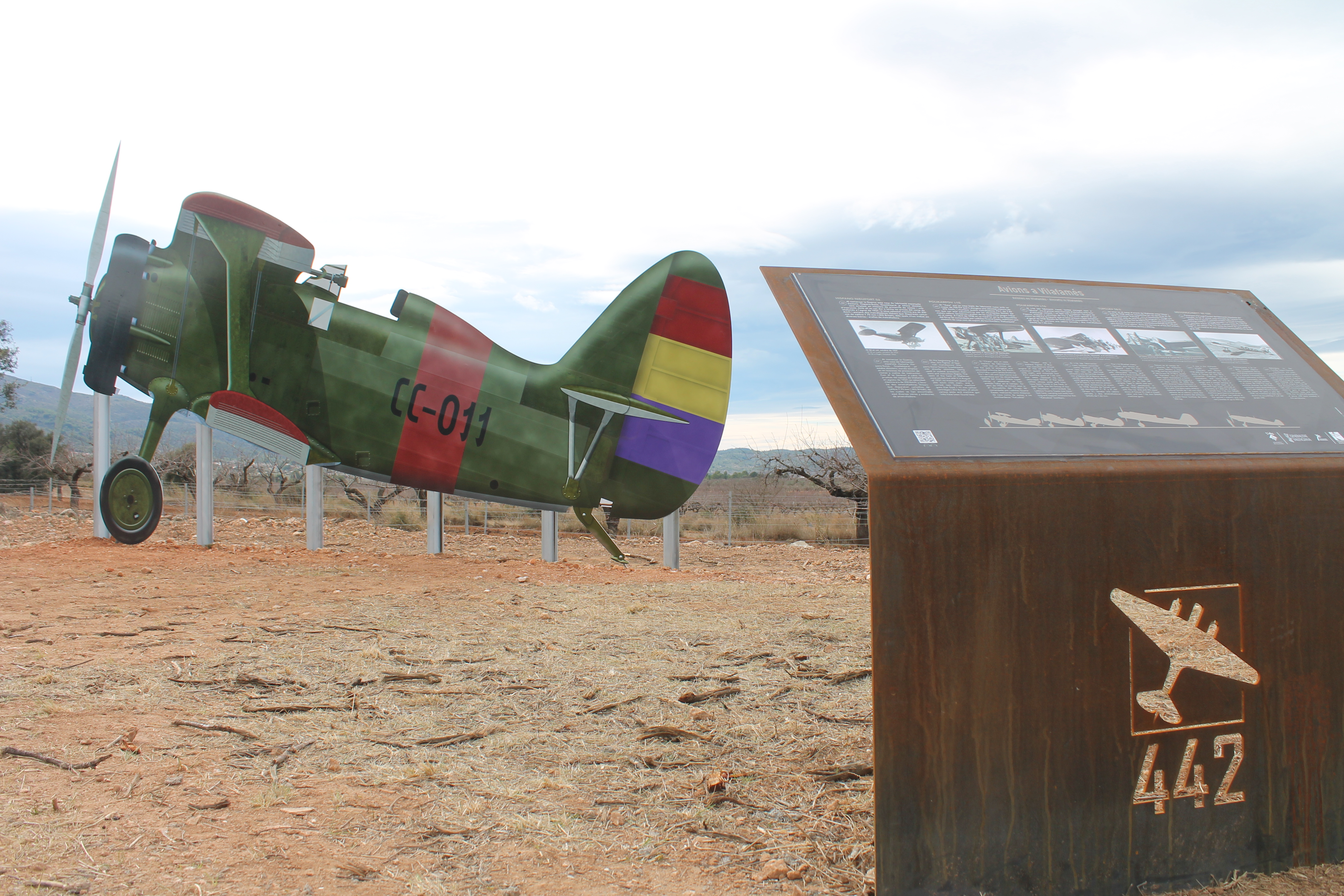
Perfil d'un Polikarpov I-15 "Xato" a escala real, col·locat com a part de la museïtzació del camp d'aviació de Vilafamés.

El camp d'aviació de Vilafamés o aeròdrom de Vilafamés va ser un dels diversos camps per a l'aviació construïts pel govern de la Segona República Espanyola durant la Guerra Civil. Les seues restes conservades, convertides en un museu a l'aire lliure, es troben en el municipi de Vilafamés, a la comarca de la Plana Alta, País Valencià.

## Localització
Es trobava a la zona nord-est del municipi, en terrenys agrícoles de la partida rural d'Els Ciscars, situat al costat de l'antiga carretera a la Vall d'Alba en una zona de terreny pla argilenc, coneguda com el Pla de Vilafamés, i situada entre cadenes muntanyenques que el protegien dels vents dominants i l'ocultaven dels possibles reconeixements aeris enemics a baixa altura.
Els seus límits est i oest eren els camins existents a la zona, mentre que els límits nord i sud els marcaven els barrancs de Cabanes i de sa Pobla, respectivament.

## Història

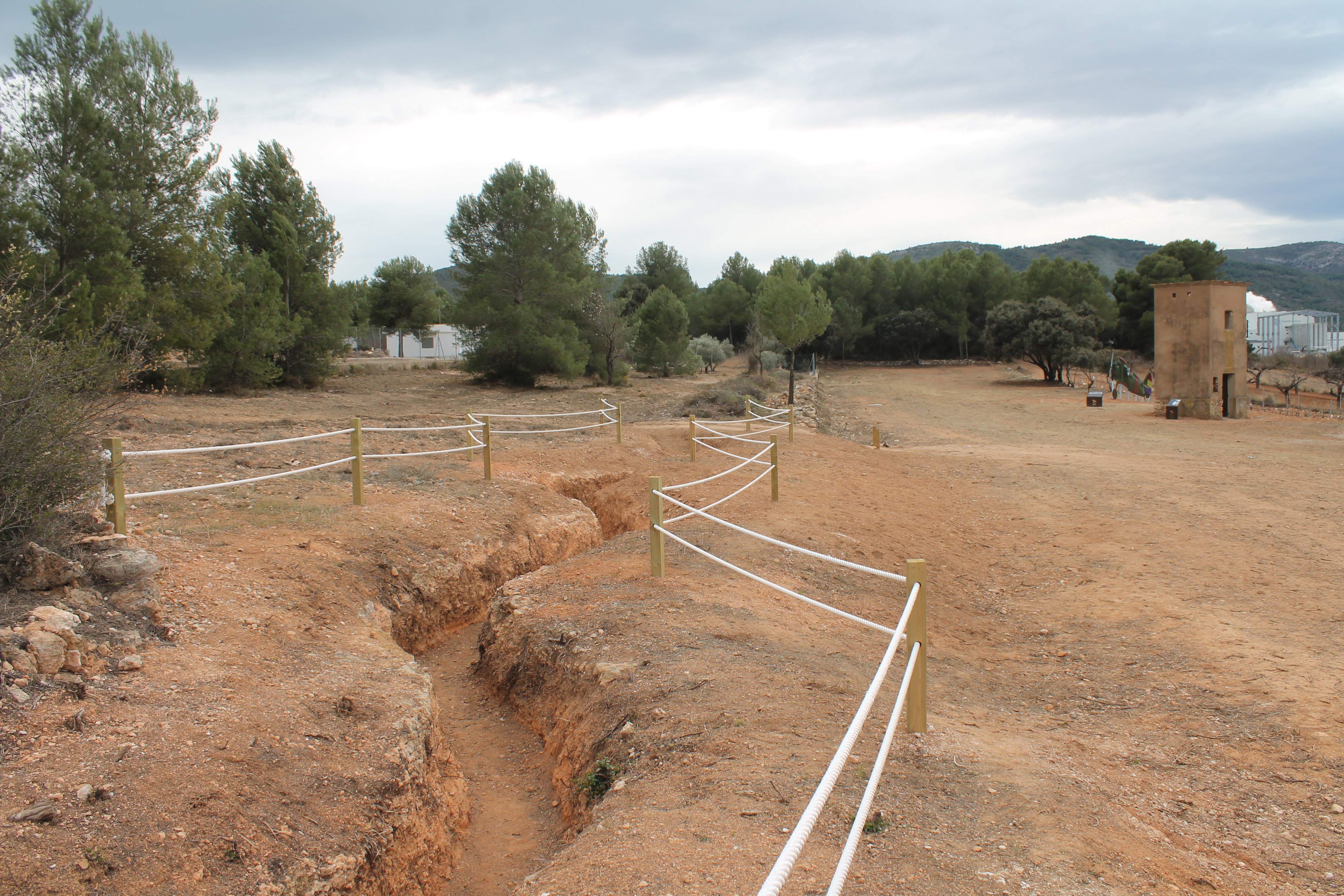
Aspecte general de la zona museïtzada de l'aeròdrom de Vilafamés.

L'aeròdrom es va haver de construir en la primavera de 1937, possiblement entre el juny i el juliol, i per a la seua edificació es va encarregar a població civil, fonamentalment veïns de la població o de la contornada i refugiats procedents del front.
El seu primer vol de proves es va realitzar l'1 d'agost de 1937.
Va formar part dels aeròdroms assignats a la 4a Regió Aèria, i dins d'aquesta, al 3r Sector Aeri, encara que posteriorment va passar al 4t Sector. Va romandre en poder governamental des dels seus inicis fins al dia 12 de juny de 1938, quan les tropes franquistes de la IV Divisió de Navarra, que avançaven en direcció Nord-Sud cap a la Serra d'Espadà, van arribar a la població de Vilafamés. A partir del dia 14 de juny, les instal·lacions del camp d'aviació van ser assignades a la Legió Còndor, que es va basar en elles fins al juliol de 1938. Amb el començament de la batalla de l'Ebre (25 de juliol) i la mobilització d'efectius a aquest front, l'aeròdrom de Vilafamés va ser abandonat definitivament.
El 1940, acabada ja la guerra, els terrenys on es trobava el camp van ser retornats als seus antics amos. En posar-se de nou en cultiu, els vestigis i límits del camp es van perdre progressivament fins a l'actualitat.

## Unitats basades en l'aeròdrom
L'agost de 1937, el camp albergava un aparell Nieuport-Delage NiD 52.
A principis de gener de 1938, per donar suport aeri al capdavant de Terol, van arribar al camp les Esquadrilles 1a, 2a i 4a de caces Polikarpov I-16 “Mosques” comandades per Eduardo Claudín, Pleschenkov i Manuel Zarauza.
Al febrer i març d'aquest any van estar basats els membres de la 3a Esquadrilla del grup 24 de bombarders Tupolev SB-2 “Katiuskas” el cap dels quals era Armando Gracia.
A mitjan abril va ser emplaçada en l'aeròdrom la 4a Esquadrilla del Grup 26 de caces Polikarpov I-15 “Xatos” sota el comandament de Ladislao Duarte.
Finalment, ja en mans franquistes, al juny i juliol de 1938 es van basar a Vilafamés els membres de les Esquadrilles 1a i 2a del grup J/88 de la Legió Còndor, amb caces Messerschmitt BF 109.

## Organització del Camp

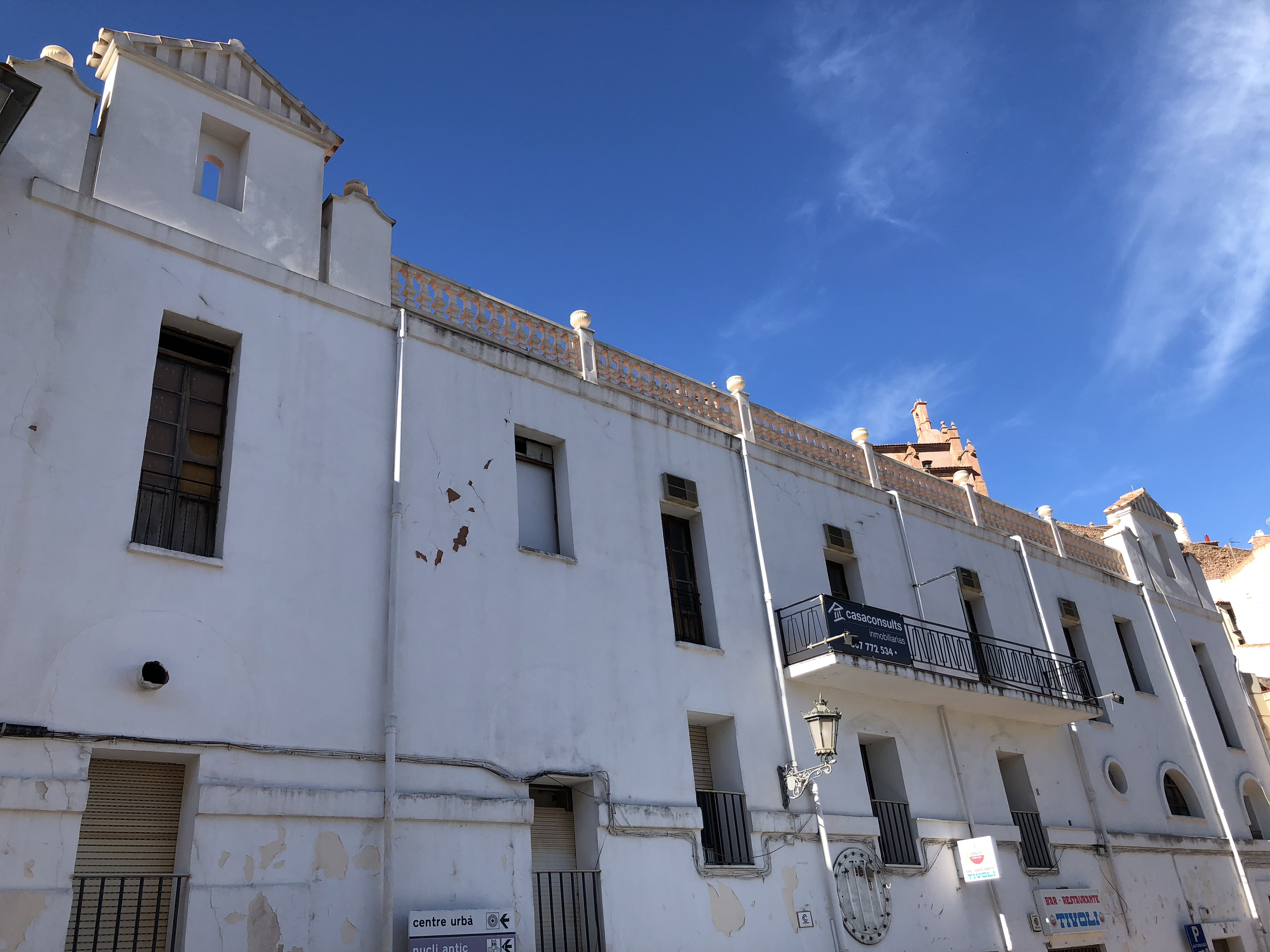
El Centre Radical Republicà (actualment el Tívoli, a Vilafamés), va ser utilitzat com a extensió del camp d'aviació per albergar la tropa. Tenia capacitat per a 80 llits.

L'aeròdrom tenia una pista d'aterratge i enlairament formada per dos braços de 1.200 i 1.050 metres de longitud, i 200 metres d'amplària cadascun. Al costat de les pistes es trobava un petit pujol sobre la qual es va construir la torre de transformació elèctrica, el refugi antiaeri de l'Estat Major, i al costat d'ells es van instal·lar fins a 16 barracons entre els quals es trobaven les cuines, banys o casetes per a descans.
També es van utilitzar les masies properes al camp per albergar als oficials del camp i dos edificis a Vilafamés per a allotjament de la tropa i pilots.

## 442. Camp d'Aviació de Vilafamés (museu)

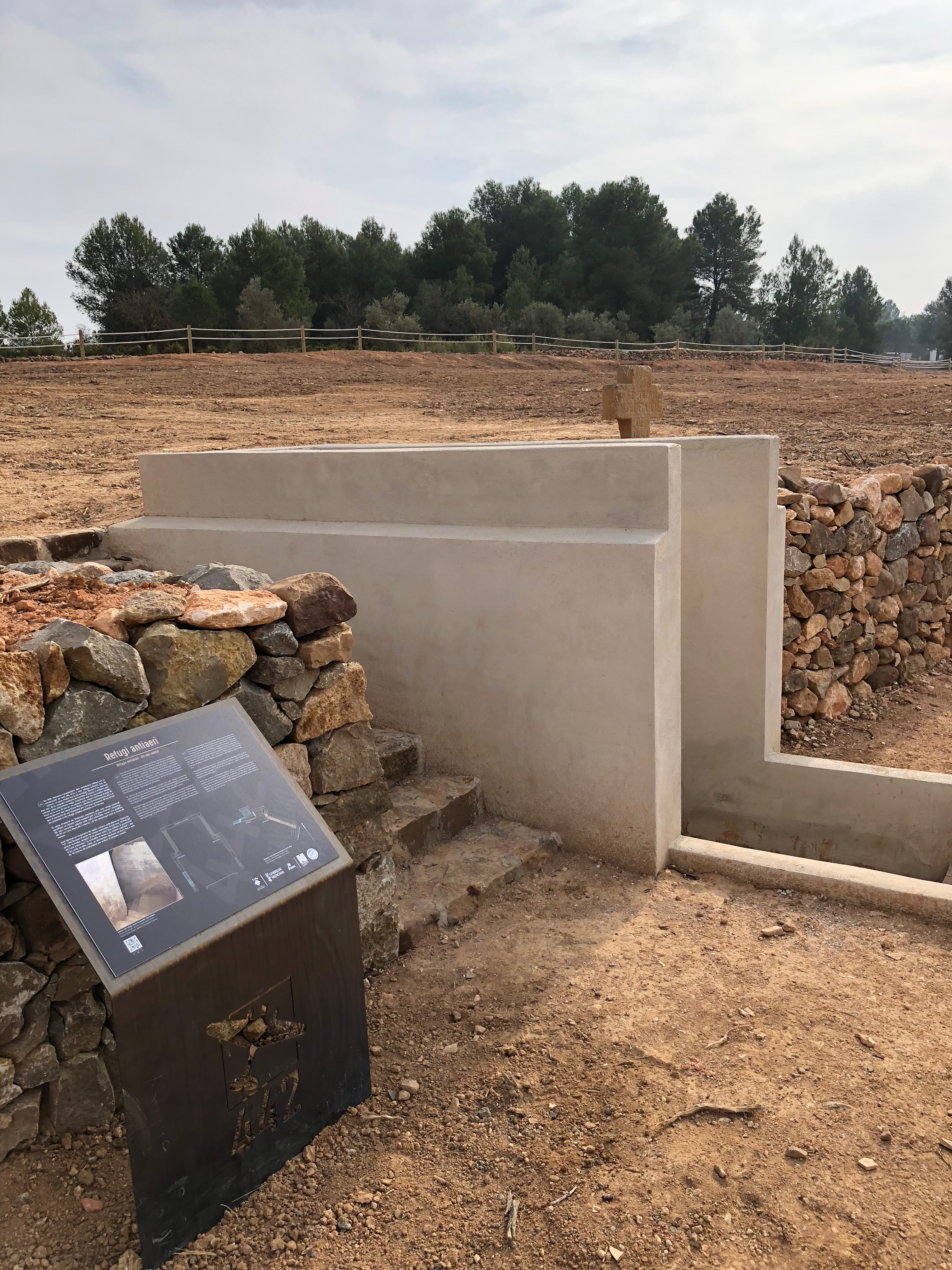
Aspecte d'una de les boques reconstruïdes del refugi antiaeri de l'Estat Major del camp.

Entre 2017 i principis de 2018, l'Ajuntament de la localitat va promoure un projecte de posada en valor dels vestigis encara conservats de l'aeròdrom. Aquesta iniciativa, que ha comptat amb el treball d'arqueòlegs i especialistes en història militar, ha donat com a resultat la creació d'un gran espai a l'aire lliure concebut com un museu, en el qual es pot comprendre millor el desenvolupament de la guerra aèria a l'est peninsular mitjançant la visita a les restes del camp. Entre les restes conservades es troben diverses zones de trinxeres transitables, un barracó de cuines, la torre de telecomunicacions, el refugi antiaeri de l'Estat Major, un refugi elemental, un polvorí, etc. A aquests se li sumen els perfils a grandària real d'un pilot de la Legió Còndor i un Polikarpov I-15 o una placa d'homenatge, entre d'altres. Cal destacar també que tot el conjunt compta amb panells d'informació en diversos idiomes, zona d'aparcament i pícnic.

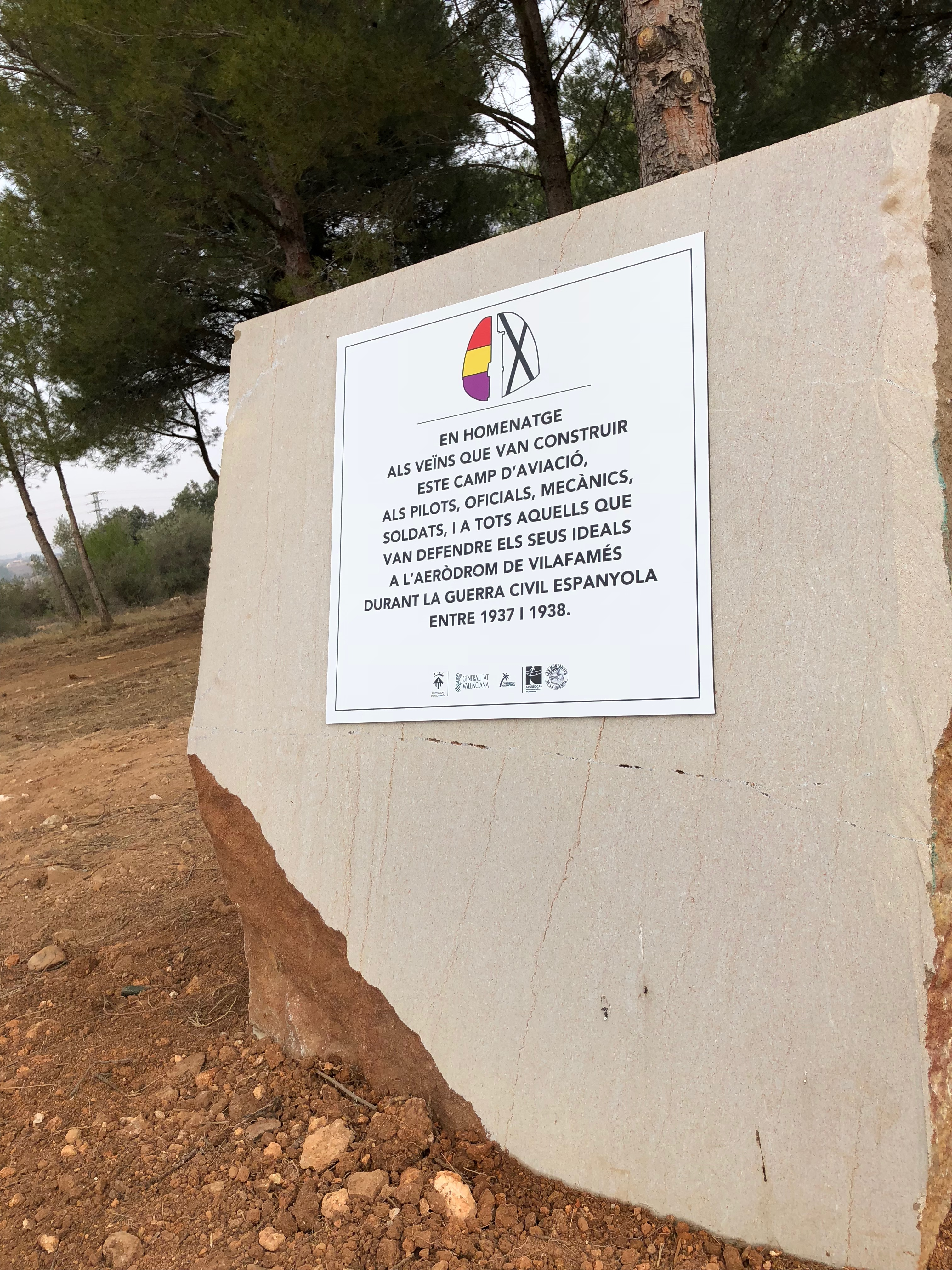
Pedra d'homenatge als veïns que van construir l'aeròdrom i a aquells que van hi van servir.